# Disembolus sacerdotalis
Disembolus sacerdotalis är en spindelart som först beskrevs av Crosby och Bishop 1933.  Disembolus sacerdotalis ingår i släktet Disembolus och familjen täckvävarspindlar. Inga underarter finns listade i Catalogue of Life.